# Daniel Bisogno
Daniel Javier Bisogno (Montevideo, 31 gennaio 1976) è un ex calciatore uruguaiano, di ruolo centrocampista.

## Caratteristiche tecniche
Centrocampista con attitudini offensive, giocava come trequartista o esterno sinistro.

## Carriera
Cresce nel Defensor Sporting di Montevideo, con cui debutta nella Primera División nel 1996, totalizzando 17 presenze in due stagioni. Nella seconda stagione, con la sua squadra, vince il campionato Clausura e partecipa alla Coppa CONMEBOL. Entrato anche nel giro della Celeste, resta vittima di un grave infortunio alla caviglia che ne pregiudica il proseguimento della carriera. Riprende l'attività giocando per tre stagioni nella Segunda División, con Sud América, Basáñez e Salus, ed è capocannoniere del campionato nel 1998, con 15 reti.
Nel 2001 approda in Italia, e fa parte del gruppo di calciatori sudamericani agli ordini di Mario Kempes in predicato di vestire la maglia del Fiorenzuola, militante nel campionato italiano di Serie C2. A causa del mancato passaggio di proprietà della società emiliana il trasferimento non si concretizza, e insieme a Marcos Lencina e Diego Romancikas passa al Fanfulla, disputando due stagioni in Serie D. Prosegue la carriera giocando per un anno e mezzo nell'Imperia, tra Serie D ed Eccellenza, prima di trasferirsi in Sardegna dove giocherà fino al 2011, militando in numerose squadre dilettantistiche locali.

## Palmarès
- Campionato uruguaiano: 1

Defensor Sporting: Clausura 1997